# Демирчоглян, Ваагн Степанович
Ваагн Степанович Демирчоглян (арм. Վահագն Ստեփանի Դեմիրճօղլյան; 12 апреля 1875, Ахалкалаки, Кавказское наместничество — 1 июля 1938, Ереван) — российский химик и педагог.

## Биография
Родился 12 (24) апреля 1875 года в городе Ахалкалаки (современная Грузия). Является двоюродным братом Дереника Демирчяна.
Обучался в Духовной семинарии Геворкян в Эчмиадзине (сейчас Вагаршапат). В 1896 году окончил Армянскую духовную семинарию Нерсесян в Тифлисе (сейчас Тбилиси), после чего преподавал там же.
В 1914 году написал работу «Валентность с точки зрения моей теории образования химических элементов», в которой изложил свои взгляды на электронную природу валентности, согласно которым способность атома образовывать химические соединения связана с его склонностью к приобретению стабильной электронной конфигурации, подобной конфигурации атома инертного газа. В 1926 году написал работу «Валентность и строение атома».
С 1924 года жил в Ереване, где и умер 1 июля 1938 года.